# Valdemar IV
Valdemar IV, Valdemar Atterdag o Waldemar (c. de 1320 - 24 d'octubre 1375); l'epítet Atterdag significa "una albada nova", fou Rei de Dinamarca de 1340 a 1375.

## Ascens al tron
Era el fill més jove de Cristòfor II i passà la majoria de la seva infantesa i joventut exiliat a la cort de Lluís IV del Sacre Imperi Romanogermànic a Baviera. Exili causat per les derrotes i la mort del seu pare; la mort del seu germà més gran Eric i l'empresonament del seu altre germà Otto, Duc de Lolland i Estònia, per part dels holsteiners. Visqué com un pretendent al tron esperant esperant el seu retorn.
Després de l'assassinat de Gerard III de Holstein-Rendsburg per Niels Ebbesen i els seus germans, Valdemar es proclamà Rei de Dinamarca a l'Assemblea de Viborg el 21 de juny de 1340 amb el suport de Niels Ebbesen. Pel seu matrimoni amb Hedwig de Schleswig, la filla d'Eric II, Duc de Schleswig, i amb l'herència del seu pare, controlava, aproximadament, un quart del territori de Jutlàndia al nord del riu de Kongeå.
No fou obligat a signar una Carta com el seu pare havia fet, probablement perquè Dinamarca havia estat sense rei durant anys, i ningú no esperava que un rei de vint anys causes problemes als grans nobles. Però Valdemar era un home intel·ligent i s'adonà que l'única manera de governar Dinamarca era controlant tot el seu territori.
Ebbesen intentà arrabassar la Jutlandia central als Holstein assetjant el Castell De Sønderborg el 2 de novembre, de 1340, però Ebbesen i els seus germans foren morts.

## Hipoteca de Dinamarca
Sota Cristòfor II, Dinamarca es declarà en bancarrota i s'hipotecaren algunes terres del patrimoni reial. Valdemar procurà eixugar el deute i reclamar les terres de Dinamarca. La primera oportunitat arribà amb els diners de la dot de Helvig. La hipoteca sobre la resta del nord de Jutlàndia es pagà amb impostos dels camperols al nord del Kongeå. Pogué recuperar Frísia Septentrional el 1344, i immediatament crea nous impostos per pagar la hipoteca sobre el sud de Jutlàndia, 7000 marcs de plata.
Valdemar després centrà els seus esforços a Sjælland. El bisbe de Roskilde, que posseïa el Castell de Copenhaguen i pròpia ciutat, els cedí a Valdemar, proporcionant-li una base segura des de la qual cobrar impostos sobre el comerç que es produïa a través de l'Øresund. Valdemar fou el primer rei danès que governà Copenhaguen, una possessió del Bisbe de Roskilde. Valdemar fou capaç de capturar o comprar altres castells i fortaleses aconseguint forçar els Holstein a abandonar Dinamarca. Quan es trobà mancat de diners, ocupà Kalundborg i el Castell de Søborg per la força.
Durant aquesta campanya, anà a Estònia per negociar amb l'Orde Teutònic, hegemònic a la zona. Els danesos mai no havien emigrat en gran nombre a aquelles terres, per això el rei vengué per 19.000 marcs l'Estònia Danesa, considerada una província oriental remota, fet que li permeté pagar la hipoteca de diferents territoris danesos molt més importants per ell.
Al voltant de 1346 Valdemar IV inicià una croada contra Lituània. Segons el cronista franciscà Detmar von Lübeck Valdemar IV viatjà a Lübeck el 1346, llavors es desplaçà a Prússia, juntament amb Eric II de Saxònia, per lluitar contra els lituans. Tanmateix, la croada contra els lituans no aconseguí res, però Valdemar emprengué un pelegrinatge a Jerusalem (sense permís Papal). Arribà a Jerusalem i s'uní l'Orde del Sant Sepulcre de Jerusalem en honor de la realització del pelegrinatge. Fou censurat per Climent VI al no disposar l'aprovació papal prèvia per a tal viatge.
En el seu retorn, Valdemar reclutà un exèrcit i recuperà el Castell de Vordingborg, la base principal dels Holstein, el 1346. A finals d'any, Valdemar controlava tota Zelanda. Feu de Vordingborg la seva residència personal a i amplià el castell, tot construint la Torre d'Oca que ha esdevingut el símbol de la ciutat. Valdemar es va forjar una cruel reputació contra els traïdors i els que canviaren de bàndol durant la guerra. La seva política fiscal asfixiava els camperols. El 1347 Valdemar havia rebutjat els alemanys i una vegada més Dinamarca era una nació.
Amb els seus ingressos augmentats, Valdemar podia pagar un exèrcit més gran i per traïció ocupà el Castell de Nyborg, l'illa de Fiònia i altres illes més petites. L'atenció de Valdemar es girà cap a Escània, sota el control del Rei de Suècia, quan la desgràcia assolà la regió sencera.

## La Pesta
El 1349 la Pesta Negra (llavors coneguda com la "Mort Negra") arribà inesperadament. La tradició diu que la plaga arribà a Dinamarca en un vaixell fantasma que atracà a la costa del nord de Jutlàndia. Aquells que pujaren a bord trobaren la mort totalment inflats i negres, però visqueren prou temps per agafar tot allò de valor i desembarcar, d'aquesta manera arribaren les puces que transmetien la malaltia a Dinamarca. La gent va començar a morir a milers. Durant els dos següents anys la plaga s'expandí a través de Dinamarca com un incendi. A l'antic Bisbat de Ribe dotze parròquies deixaren d'existir arran de l'epidèmia. Unes quantes ciutats simplement desaparegueren, ja que ningú hi quedà viu. S'estima que la pesta el 1349-50 matà entre un 33% i un 66% de la població de Dinamarca. La població urbana patí més la Pesta Negra que els habitants del món rural, fet que provocà un èxode de la ciutat al camp. Valdemar no va patir la malaltia i aprofità la plaga per apropiar-se de les terres de conreu i propietats dels seus enemics. També es negà a reduir els impostos l'any següent, encara que hi havia menys camperols cultivant la terra. Els nobles, també, patiren la disminució dels ingressos i l'augment de la càrrega fiscal. Al llarg dels anys següents es produïren diverses revoltes amb un marcat caire antifiscal.

## Les peces finals
El 1354 el rei i els nobles es reuniren en el Danehof i pactaren la pau entre els diferents partits. Els termes de la Carta deien que el Danehof s'havia de trobar com a mínim una vegada a l'any el 21 de juny. El vell sistema establert el 1282 es restablia i els drets de tothom tornaven als anteriors a Cristòfor II de Dinamarca, tot limitant els poders del rei.
Valdemar respongué alçant un exèrcit i marxà a través del sud de Jutlàndia ocupant territoris que els alemanys havien arravatat a Dinamarca en el passat. La rebel·lió s'estengué ràpidament a través de Funen i Valdemar ocupà els territoris restants dels Holstein. La Carta es demostrà inútil quan el rei ignorava els seus termes i les rebel·lions esporàdiques continuaren. Aquell mateix any hi hagué una crisi monetària que provocava pànic arreu de l'Europa del nord.
El 1358 Valdemar tornà a Funen per intentar reconciliar-se amb Niels Bugge, d'altres nobles i dos bisbes. El rei es negà a trobar-se amb ells en els seus termes i abandonaren la reunió a desgrat. Quan arribaven a la ciutat de Middelfart per trobar un vaixell que els portés a Jutlàndia, els pescadors que contractaren per transportar-los els assassinaren. El rei Valdemar en fou culpat i la gent de Jutlàndia es rebel·là altre cop.
Valdemar es proposà ocupar Escània, sota domini suec. El príncep Eric de Suècia s'havia rebel·lat contra el seu pare, el Rei Magnus VI de Suècia, prenent Escània i d'altres parts de Suècia. El rei Magnus buscà el suport de Valdemar perquè l'ajudes a sufocar la rebel·lió del seu fill a canvi del Castell de Helsingborg. Eric mori de cop i volta i Magnus provà de desdir-se de l'acord, cosa que Valdemar no va acceptar. Els danesos forçaren als suecs a abandonar Helsingborg el 1360. Amb la presa de Helsingborg, Valdemar recobrava Escània. Valdemar es proclamava Senyor de Halland, Blekinge i Escània.

## Política exterior després de 1360
Valdemar va poder fer poc per frenar el creixement del poder de la Lliga Hanseàtica que ja s'havia convertit en un poder essencial a la regió. Fins i tot abans de la conclusió del petit conflicte amb el Rei Magnus, Valdemar decidí atacar la ciutat de Visby, a l'illa sueca de Gotland, que Valdemar odiava perquè havia sentit a dir que cantaven cançons burlant-se d'ell.
L'exèrcit danès envaïa Gotland el 1361, derrotant els seus habitants a Visby causant-los 1.800 morts. La ciutat es rendí i Valdemar enderrocà part de la muralla per fer la seva entrada. Una vegada ocupada exigí que s'omplissin tres grans barris amb or i argent, en cas de no fer-ho en tres dies la ciutat seria lliurada al saqueig de la soldadesca. Davant la sorpresa de Valdemar els barrils s'ompliren abans de la mitja nit del primer dia. Les esglésies foren despullades dels seus objectes de valor, les riqueses es carregaren en vaixells danesos i es transportaren a Vordingborg, la residència de Valdemar. Valdemar afegí "Rei de Gotland" a la seva llista de títols. Però la seva acció contra Visby, un membre de la Lliga Hanseàtica, tindria importants conseqüències posteriorment.
Valdemar intentà interferir en la successió de Suècia capturant a la Comtessa Elisabet que s'havia de casar amb el príncep hereu de Suècia Håkon. Se la forçà a entrar a un convent i Valdemar convencé al Rei Magnus que el seu fill s'hauria de casar amb la seva filla, Margarida. El rei suec acceptà, però els nobles no ho feren i forçaren Magnus a abdicar. Elegiren Albert de Mecklenburg, un dels enemics jurats de Valdemar, com a Rei de Suècia. Persuadí els estats de la Hansa d'unir-se a ell perquè Valdemar amenaçava el seu accés a través de l'Øresund al lucratiu comerç de l'arengada.
Valdemar atacà la flota de la Hansa provant d'expulsar-los dels bancs de pesca de l'Øresund. Els estats membres de la Hansa demanaren acció. Amb Lübeck al davant, escriviren a Valdemar queixant-se de la seva interferència en les seves rutes comercials. Valdemar desestimà les seves reclamacions qualificant-les de "miols de gats".
El 1362 els estats de la Hansa, Suècia i Noruega s'uniren contra Valdemar. La Hansa envià una flota i un exèrcit per atacar les costes de Dinamarca, i reeixiren en capturar i saqueig de Copenhaguen i parts d'Escània. Combinats amb els nobles rebels de Jutlàndia, forçaren Valdemar a exiliar-se durant la Pasqua del 1368.
Valdemar, nomenà el seu amic i conseller, Henning Podebusk per negociar amb la Lliga Hanseàtica durant el seu exili. Acceptaren una treva mentre Valdemar admetés el seu dret al lliure comerç i els drets de pesca en l'Øresund. També reberen el control d'unes quantes ciutats a la costa d'Escània i la fortalesa a Helsingborg durant 15 anys. També forçaven el rei a concedir a la Lliga Hanseàtica veu en la successió de Dinamarca després de la mort de Valdemar.
Valdemar fou forçat a signar el Tractat de Stralsund el 1370, que reconeixia els drets de la Hansa relatius al comerç de l'arengada i exempcions fiscals per la seva flota comercial. El rei pogué retornar a Dinamarca després d'un exili de quatre anys. Valdemar rebé Gotland, obtenint en la derrota una petita victòria per Dinamarca.

### Mort
Fins i tot, mentre tractava amb els estats Hansa estava intentant eliminar els nobles rebels que intentaven afirmar els drets que havien aconseguit en el regnat anterior, i lluitant contra els suecs i noruecs. Valdemar estava en procés de prendre gradualment el control del sud de Jutlàndia quan va caure malalt. Valdemar obtingué l'ajuda del Papa Gregori XI que acceptà excomunicar els danesos rebels. Però abans que totes aquestes accions culminessin, Valdemar moria al Castell de Gurre a Zealand del Nord el 24 d'octubre de 1375. Valdemar fou enterrat a l'Abadia de Sorø el 1375. Quan Podebusk morí, fou enterrat prop de Valdemar a l'Abadia Sorø.

## Llegat
El rei Valdemar és una peça fonamental en la història danesa; gradualment recuperà els territoris perduts que havien estat units a Dinamarca durant segles. Els seus mètodes basats en la mà dura, impostos inacabables, i la usurpació de drets exercits molt de temps per les famílies nobles provocaren diverses revoltes durant el regnat de Valdemar. El seu intent de convertir Dinamarca en una potència al nord d'Europa fou benvingut pels danesos en un primer moment, però les polítiques de Valdemar es trobaren amb l'oposició de les grans famílies terratinents de Jutlàndia. Expandí el poder reial basant-se en el seu potencial militar i la noblesa lleial. Molts estrangers foren nomenats oficials judicials i consellers. El més important d'ells fou el noble alemany-eslau Henning Podebusk que fou drost (primer ministre) des de 1365 a 1388. Valdemar IV és considerat sovint com un dels més importants dels reis medievals danesos. Les fonts donen la impressió d'un governant intel·ligent, cínic i temerari amb gran talent per la política i l'economia.
El seu net Albert IV Duc de Mecklenburg, fill de la seva filla més gran Ingeborg Duquessa de Mecklenburg, fou proposat en va pel seu altre avi Albert II Duc de Mecklenburg com a successor de Valdemar. En canvi el seu net Olaf Haakonsson, descendent de la seva filla Margarida I de Dinamarca i Haakon VI de Noruega, fill del rei de Suècia Magnus Eriksson, fou elegit com el seu successor.
El seu renom "Atterdag" s'interpreta normalment com "Nova Albada" (el seu significat literal en danès), indicant que portava una nova esperança al regne després d'un període fosc de mal govern.
Moltes històries, balades, i poemes s'han fet sobre Valdemar. Se'l "reinventà" com un dels reis-herois danesos a mitjans del segle xix quan Dinamarca lliurà la Primera Guerra de Schleswig i la Segona Guerra de Schleswig amb Alemanya, pels territoris del sud de Jutlàndia.

## Descendència
Amb la seva muller Hedwig de Schleswig, amb qui es casava el 1340;
- Cristòfor (1344-1363), Duc De Lolland

1. Margarida (1345-1350); promesa a Enric III Duc de Mecklenburg

- Ingeborg, Duquessa de Mecklenburg (1347-1370); casada amb Enric III, Duc de Mecklenburg, àvia del rei de Dinamarca Eric VII
- Caterina (1349); morta jove
- Valdemar (1350); mort jove
- Margarida I de Dinamarca (1353-1412)